# اوزونتبه (صمصاد)
اوزونتبه (بالكردية: Selik‏) (بالتركية: Uzuntepe)‏ هي قرية كرديّة تتبع إداريّاً لمديرية صمصاد في محافظة أديامان التركية، بلغ عدد سكانها 424 نسمة في عام 2021 ويتبعها نجع آغاكوي.
زار القرية كارل هيومان وأوتو بوششتاين في عام 1882 واصفين إياها بأنها "قرية كردية صغيرة مُهْمَلة" حيث لا أحد يتحدث التركية.